# Plaza de Basilio Paraíso

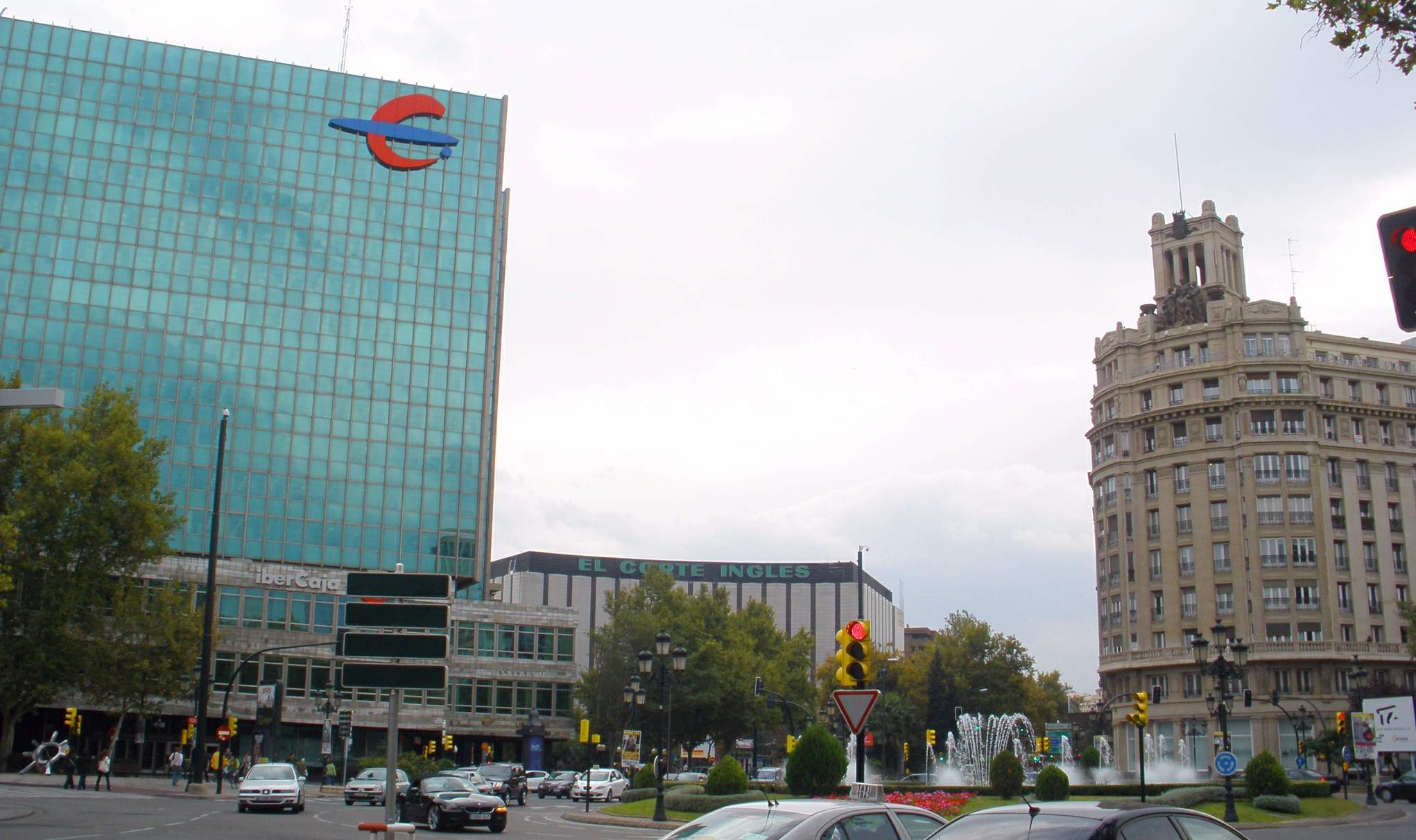
La plaza Paraíso de Zaragoza

La plaza de Basilio Paraíso es una plaza de Zaragoza (Aragón) situada en el centro de la ciudad. Comunican con ella varias de las principales calles de la zona y las avenida y paseos más importantes de la ciudad: La plaza Aragón, El paseo de la Constitución, paseo las Damas, paseo de Sagasta, Gran Vía Ramón y Cajal y paseo de Pamplona. Está dedicada al político aragonés Basilio Paraíso. Desde la plaza pueden contemplarse importantes edificios como la sede central de Ibercaja, El Corte Inglés-Sagasta o la Antigua facultad de Medicina y Ciencias de Zaragoza (Paraninfo).
Con motivo de la construcción de la primera línea de tranvía moderno de Zaragoza en los años 2011 y 2012, la plaza sufrió una remodelación que eliminó la fuente central y en su lugar situó una zona que permite el paso continuo de peatones y ciclistas desde la Gran Vía hasta la plaza Aragón y el paseo Independencia.

## Historia

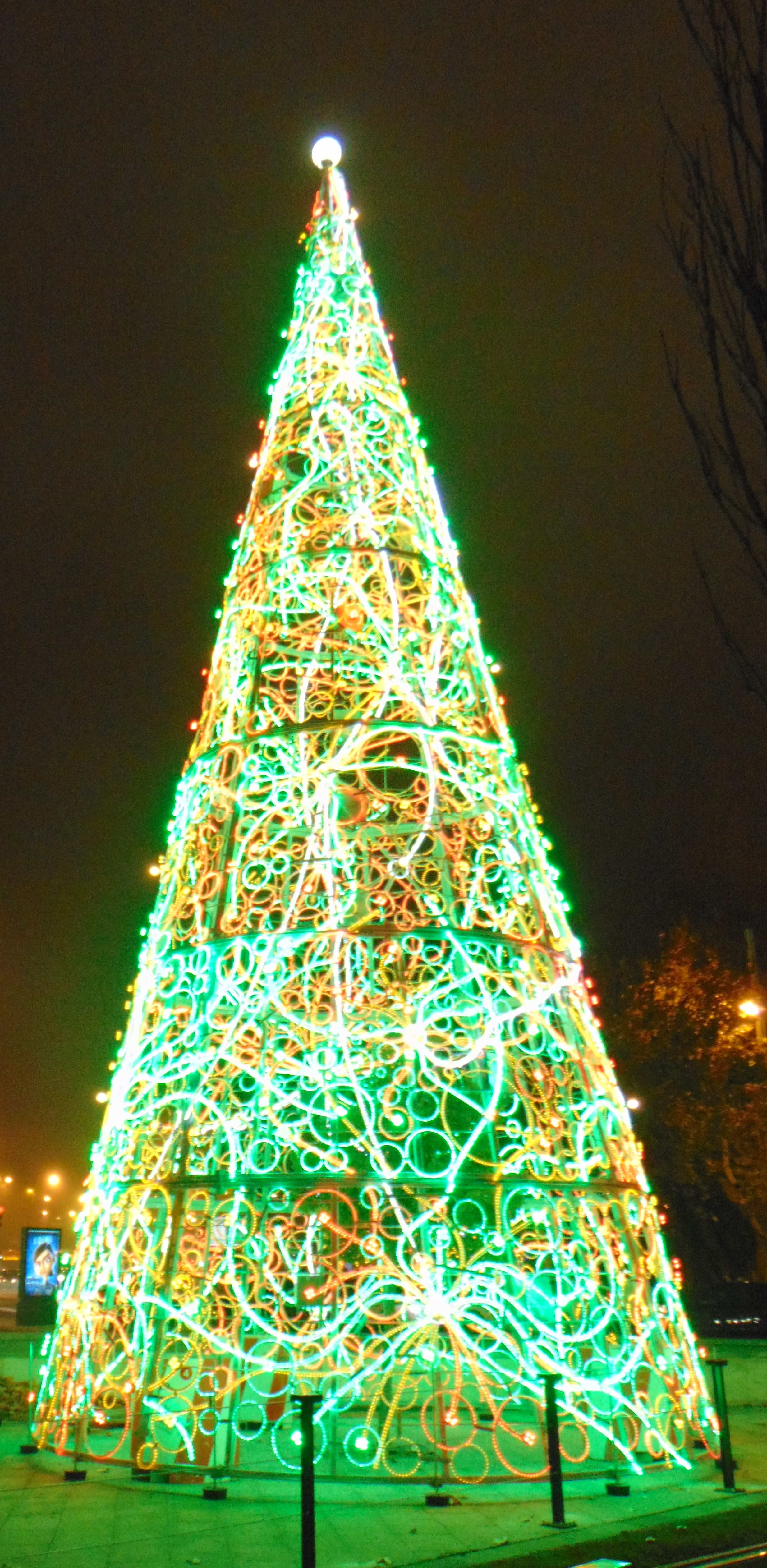
Árbol de Navidad de 22 metros del arquitecto Sergio Sebastián en 2019.

La plaza se abrió en 1908 con motivo de la Exposición Hispano-Francesa de 1908. Se colocó en ese emplazamiento un monumento alegórico a Zaragoza (un león) y en homenaje a Basilio Paraíso (se le representa de medio cuerpo), a partir de 1935. En 1947 traslado al Parque José Antonio Labordeta debido a que la escultura estorbaba la visibilidad al tráfico rodado. También en la década de los 80 la plaza acogió la réplica del Augusto de Prima Porta actualmente presente en la avenida de César Augusto.
Hasta 2011, la plaza acoge una fuente decorativa de gran tamaño.

En 2011, el Ayuntamiento de Zaragoza, decide desmontar la fuente de la plaza Paraíso, «que no tenía ningún valor histórico», durante las obras de la segunda fase del tranvía. La plaza se peatonalizó y unió Paseo Independencia con Gran Vía. Hecho que se consumó el 27 de julio de ese mismo año.